# Jorge Rivera (peleador)
Jorge Luis Rivera (28 de febrero de 1972) es un artista marcial mixto estadounidense que compitió en la división de peso mediano. Más conocido por sus quince peleas en Ultimate Fighting Championship (UFC), también apareció en The Ultimate Fighter 4, después de competir en Cage Warriors y Cage Rage en Inglaterra.

## Antecedentes
Rivera es originario de Boston, Massachusetts, posteriormente se mudó a Milford, Massachusetts, antes de establecerse finalmente en Bellingham, Massachusetts. Siendo pertenecientes a una de las minorías étnicas en estas ciudades, los niños Rivera a menudo se involucraban en peleas callejeras. Cuando tenía veinticinco años, Jorge Rivera comenzó a entrenar en artes marciales mixtas.

## Carrera de artes marciales mixtas
La primera pelea sancionada de Rivera fue en 2001, cuando tenía veintinueve años, contra Branden Lee Hinkle en Chester, Virginia Occidental, quien había estado peleando profesionalmente durante tres años, y que además tenía a Mark Coleman en su esquina. Rivera conectó un sólido derechazo al principio, que impactó en el protector bucal de Lee Hinkle y lo hizo tropezar, pero Lee Hinkle respondió usando su lucha libre, levantando y golpeando a Rivera. Lee Hinkle luego procedió a lanzar muchos golpes que hicieron que el árbitro Din Thomas detuviera la pelea, convirtiendo a Lee Hinkle en el vencedor por nocaut técnico.
La primera pelea de Rivera en UFC fue una victoria por decisión unánime sobre David Loiseau en UFC 44. Luego siguió con derrotas consecutivas por rendición ante Lee Murray en UFC 46 y Rich Franklin en UFC 50, antes de recuperarse con una victoria por decisión unánime sobre Dennis Hallman en UFC 55.
Rivera fue derrotado por Chris Leben por nocaut técnico antes de aparecer en The Ultimate Fighter 4 como concursante de peso mediano. Aunque Rivera no logró un puesto en la final de peso mediano, apareció en la cartelera en vivo de The Ultimate Fighter 4 Finale, derrotando a Edwin DeWees por nocaut técnico en el primer asalto. Luego, Rivera fue derrotado por Terry Martin por KO mediante un gancho en UFC 67, catorce segundos después en el primer asalto. Rivera se rompió la mandíbula debido al golpe del nocaut y no compitió hasta UFC 80, donde noqueó al gran favorito Kendall Grove en el primer asalto.
Rivera estaba programado para enfrentar a Alessio Sakara el 28 de agosto de 2010 en UFC 118, pero fue obligado a salir de la cartelera con una lesión en el brazo y fue reemplazado por Gerald Harris.
Se esperaba que el combate de Rivera contra Sakara tuviera lugar el 13 de noviembre de 2010 en UFC 122. La pelea fue cancelada el día de la pelea debido a una enfermedad «similar a la gripe» de Sakara.
El 27 de febrero de 2011 en UFC 127, Rivera perdió ante Michael Bisping por nocaut técnico a las 1:54 en el segundo asalto. Semanas antes de pelear contra Bisping, Rivera hizo algunos videos burlándose e insultando a Bisping y su familia.
La pelea entre Rivera y Sakara había sido reprogramada nuevamente para el 6 de agosto de 2011 en UFC 133. Antes de la pelea de Rivera contra Sakara, Rivera mencionó que podría retirarse del deporte después de su próxima pelea debido a su edad. Rivera se enfrentó en cambio a Costas Philippou. Perdió la pelea por decisión dividida.
Rivera se enfrentó a Eric Schafer el 20 de enero de 2012 en UFC on FX: Guillard vs. Miller. Después de un primer asalto dominante de Schafer debido a los derribos y el control del suelo, Rivera cambió la pelea en el segundo asalto y ganó por nocaut técnico debido a los golpes.
Después de la pelea, Rivera se retiró de las artes marciales mixtas.

## Registro de artes marciales mixtas
| Resultado | Récord | Oponente           | Método                                 | Evento                               | Fecha                    | Asalto | Tiempo    | Localización                                          | Notas |
| --------- | ------ | ------------------ | -------------------------------------- | ------------------------------------ | ------------------------ | ------ | --------- | ----------------------------------------------------- | ----- |
| Victoria  | 20-9   | Eric Schafer       | TKO (golpes)                           | UFC on FX: Guillard vs. Miller       | 20 de enero de 2012      | 2      | 1:31      | Nashville, Tennessee, Estados Unidos                  |       |
| Derrota   | 19-9   | Costas Philippou   | Decisión (dividida)                    | UFC 133                              | 6 de agosto de 2011      | 3      | 5:00      | Filadelfia, Pensilvania, Estados Unidos               |       |
| Derrota   | 19-8   | Michael Bisping    | TKO (golpes)                           | UFC 127                              | 27 de febrero de 2011    | 2      | 1:54      | Sídney, Australia                                     |       |
| Victoria  | 19-7   | Nate Quarry        | TKO (golpes)                           | UFC Fight Night: Florian vs. Gomi    | 31 de marzo de 2010      | 2      | 0:29      | Charlotte, Carolina del Norte, Estados Unidos         |       |
| Victoria  | 18-7   | Rob Kimmons        | TKO (golpes)                           | UFC 104                              | 24 de octubre de 2009    | 3      | 1:53      | Los Ángeles, California, Estados Unidos               |       |
| Victoria  | 17-7   | Nissen Osterneck   | Decisión (dividida)                    | UFC Fight Night: Condit vs. Kampmann | 1 de abril de 2009       | 3      | 5:00      | Nashville, Tennessee, Estados Unidos                  |       |
| Derrota   | 16-7   | Martin Kampmann    | Rendición (guillotine choke)           | UFC 85                               | 7 de junio de 2008       | 1      | 2:44      | Londres, Inglaterra, Reino Unido                      |       |
| Victoria  | 16-6   | Kendall Grove      | KO (golpes)                            | UFC 80                               | 19 de enero de 2008      | 1      | 1:20      | Newcastle, Inglaterra, Reino Unido                    |       |
| Derrota   | 15-6   | Terry Martin       | KO (golpes)                            | UFC 67                               | 3 de enero de 2007       | 1      | 0:14      | Las Vegas, Nevada, Estados Unidos                     |       |
| Victoria  | 15-5   | Edwin Dewees       | TKO (golpes)                           | The Ultimate Fighter 4 Finale        | 11 de noviembre de 2006  | 1      | 2:37      | Las Vegas, Nevada, Estados Unidos                     |       |
| Victoria  | 14-5   | Timothy Williams   | TKO (golpes)                           | WFL – Real: No Fooling Around        | 1 de abril de 2006       | 1      | 3:50      | Revere, Massachusetts, Estados Unidos                 |       |
| Derrota   | 13-5   | Chris Leben        | TKO (golpes)                           | UFC Ultimate Fight Night 3           | 16 de enero de 2006      | 1      | 1:44      | Las Vegas, Nevada, Estados Unidos                     |       |
| Victoria  | 13-4   | Dennis Hallman     | Decisión (unánime)                     | UFC 55                               | 7 de octubre de 2005     | 3      | 5:00      | Uncasville, Connecticut, Estados Unidos               |       |
| Victoria  | 12-4   | Marcelo Azevedo    | Decisión (unánime)                     | Cage Rage 13                         | 10 de septiembre de 2005 | 3      | 5:00      | Londres, Inglaterra, Reino Unido                      |       |
| Victoria  | 11-4   | Danny Vega         | Rendición técnica (arm-triangle choke) | WFL: Unleashed                       | 6 de agosto de 2005      | 1      | 0:47      | Revere, Massachusetts, Estados Unidos                 |       |
| Derrota   | 10-4   | Anderson Silva     | TKO (rodillazos y golpes)              | Cage Rage 11                         | 30 de abril de 2005      | 2      | 3:53      | Londres, Inglaterra, Reino Unido                      |       |
| Victoria  | 10-3   | Alex Reid          | KO (golpes)                            | Cage Rage 10                         | 26 de febrero de 2005    | 1      | 0:41      | Londres, Inglaterra, Reino Unido                      |       |
| Derrota   | 9-3    | Rich Franklin      | Rendición (armbar)                     | UFC 50                               | 22 de octubre de 2004    | 3      | 4:28      | Atlantic City, Nueva Jersey, Estados Unidos           |       |
| Victoria  | 9-2    | Mark Weir          | TKO (detención del médico)             | Cage Rage 7                          | 10 de julio de 2004      | 1      | 5:00      | Londres, Inglaterra, Reino Unido                      |       |
| Victoria  | 8-2    | James Gabert       | TKO (golpes)                           | MMA: Eruption                        | 30 de abril de 2004      | 3      | 4:10      | Lowell (Massachusetts), Massachusetts, Estados Unidos |       |
| Derrota   | 7-2    | Lee Murray         | Rendición (triangle/armbar)            | UFC 46                               | 31 de enero de 2004      | 1      | 1:45      | Las Vegas, Nevada, Estados Unidos                     |       |
| Victoria  | 7-1    | David Loiseau      | Decisión (unánime)                     | UFC 44                               | 26 de septiembre de 2003 | 3      | 5:00      | Las Vegas, Nevada, Estados Unidos                     |       |
| Victoria  | 6-1    | Solomon Hutcherson | KO (golpes)                            | USMMA 3: Ring of Fury                | 3 de mayo de 2003        | 1      | 3:01      | Boston, Massachusetts, Estados Unidos                 |       |
| Victoria  | 5-1    | Andy Lagden        | Rendición (rear-naked choke)           | CWFC 2 - Fists of Fury               | 30 de noviembre de 2002  | 1      | Sin datos | Londres, Inglaterra, Reino Unido                      |       |
| Victoria  | 4-1    | Travis Lutter      | TKO (golpes)                           | USMMA 2: Ring of Fury                | 21 de septiembre de 2002 | 3      | 3:46      | Lowell (Massachusetts), Massachusetts, Estados Unidos |       |
| Victoria  | 3-1    | Joe Nye            | TKO (golpes)                           | USMMA 1: Ring of Fury                | 18 de mayo de 2002       | 1      | 0:52      | Lowell (Massachusetts), Massachusetts, Estados Unidos |       |
| Victoria  | 2-1    | Brian Hawkins      | KO (golpes)                            | TFC FightZone: Back in the Zone      | 22 de marzo de 2002      | 1      | Sin datos | Toledo, Ohio, Estados Unidos                          |       |
| Victoria  | 1-1    | Elias Rivera       | TKO (golpes)                           | Mass Destruction 3                   | 22 de marzo de 2002      | 1      | 6:50      | Springfield, Massachusetts, Estados Unidos            |       |
| Derrota   | 0-1    | Branden Lee Hinkle | TKO (detención de la esquina)          | RSF 2: Attack at the Track           | 23 de junio de 2001      | 2      | 1:54      | Chester, Virginia Occidental, Estados Unidos          |       |